# Lock Up
Lock Up – angielski projekt deathgrindowy powstały z inicjatywy Shane Embury'ego. Członkowie projektu grali w takich zespołach jak m.in. Napalm Death, Terrorizer, Dimmu Borgir, Cradle of Filth czy Hypocrisy. W 2002 roku do zespołu dołączył były wokalista At the Gates - Tomas Lindberg. Po śmierci w 2006 roku Pintado, grupa zawiesiła działalność. W 2010 roku zespół wznowił działalność z gitarzystą Antonem Reiseneggerem w składzie.

## Muzycy
Obecny skład zespołu
- Shane Embury - gitara basowa (od 1998-2006, od 2010)
- Kevin Sharp - wokal (od 2014)
- Nicholas Barker - perkusja (1998-2006, od 2010)
- Anton Reisenegger - gitara (od 2010)

Byli członkowie zespołu
- Peter Tägtgren - wokal (1998-1999)
- Jesse Pintado (zmarły) - gitara (1998-2006)
- Tomas Lindberg - wokal (2002-2006, 2010-2014)

Muzycy koncertowi
- Dan Lilker - gitara basowa (2012)[3]

## Dyskografia
- Pleasures Pave Sewers (1999)
- Hate Breeds Suffering (2002)
- Play Fast or Die: Live in Japan (2005)
- Necropolis Transparent (2011)
- Demonization (2017)